# Prodigy (rapper)
|  | For den britiske technogruppe, se The Prodigy. |
Albert "Prodigy" Johnson (født 2. november 1974 i Hempstead, New York, død 20. juni 2017 i Las Vegas) var en amerikansk rapper. Prodigy var rapper i hiphop-duon Mobb Deep sammen med Havoc. Udover syv album, der blev udgivet af Mobb Deep, har Prodigy også udgivet soloalbummet H.N.I.C (Head Nigga In Charge), der udkom i 2000. I 2007 blev Prodigy fængslet pga. ulovlig våbenbesiddelse, men kom ud efter otte måneders afsoning i februar 2008.
Han er også en spilbar figur i kampspillet Def Jam: Fight for NY fra 2004 til Xbox og Playstation 2.

## Diskografi

### Soloalbum
- 2000: H.N.I.C.
- 2007: Return of the Mac
- 2008: H.N.I.C. Pt. 2
- 2008: Product of the 80's
- 2012: H.N.I.C. Pt. 3
- 2012: The Bumpy Johnson Album
- 2017: The Hegelian Dialectic

### Singler
- "Keep It Thoro" (2000)
- "Rock Dat Shit" (2000)
- "Y.B.E." (2000)
- "Trials Of Love" (2001)
- "Mac 10 Handle" (2006)
- "New York Shit" (2006)
- "Stuck On You" (2007)
- "A,B,C" (2007)
- "The Life" (2008)
- "New Yitty" (2008)
- "Young Veterans" (2008)
- "I Want Out" (2008)
- "Stop Stressin" (2008)
- "Shed Thy Blood" (2008)
- "Damn Daddy" (2009)
- "Veteran Mentality 2"

## Filmografi
- Blackout (2007)
- Murda Muzik (2004)